# USS Milwaukee (CL-5)
USS Milwaukee (CL-5) là một tàu tuần dương hạng nhẹ thuộc lớp Omaha của Hải quân Hoa Kỳ được đưa ra phục vụ ngay sau Chiến tranh Thế giới thứ nhất. Nó là chiếc tàu chiến thứ ba của Hải quân Mỹ được đặt cái tên này, theo tên thành phố Milwaukee thuộc tiểu bang Wisconsin. Con tàu đã tiếp tục phục vụ trong Chiến tranh Thế giới thứ hai trong nhiệm vụ tuần tra và hộ tống, và từng được chuyển sang tạm thời phục vụ trong Hải quân Liên Xô dưới tên gọi Murmansk, trước khi được hoàn trả và bị tháo dỡ vào năm 1949. Milwaukee được tặng thưởng một Ngôi sao Chiến trận do thành tích phục vụ trong Thế Chiến II.

## Thiết kế và chế tạo
Milwaukee được đặt lườn vào ngày 13 tháng 12 năm 1918 bởi hãng Seattle Construction & Dry Dock Company tại Seattle, Washington. Nó được hạ thủy vào ngày 24 tháng 3 năm 1921; được đỡ đầu bởi bà Rudolph Pfeil; và được cho nhập biên chế vào ngày 20 tháng 6 năm 1923 dưới quyền chỉ huy của hạm trưởng, Đại tá Hải quân William C. Asserson.

## Lịch sử hoạt động

### Giai đoạn giữa hai cuộc thế chiến

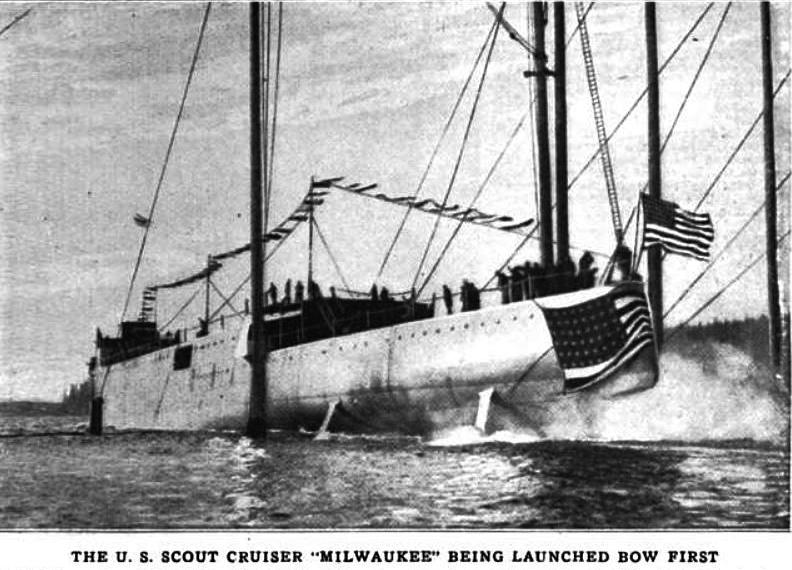
USS Milwaukee đang được hạ thủy

Milwaukee thực hiện chuyến hải hành đầu tiên để đi đến Australia ngang qua Hawaii, Samoa, quần đảo Fiji và New Caledonia, tham dự Đại hội Khoa học liên Thái Bình Dương được khai mạc tại Sydney vào ngày 23 tháng 8 năm 1923. Được trang bị những dụng cụ sonar dò độ sâu tiên tiến nhất vào thời đó, Milwaukee thu thập những thông tin hữu ích của Thái Bình Dương trên đường đi. Dãy núi ngầm Milwaukee ở phía Bắc Thái Bình Dương được đặt tên theo nó sau một loạt các khám phá được Milwaukee thực hiện vào năm 1929.
Cho dù nó hoạt động chủ yếu tại Thái Bình Dương trong giai đoạn giữa hai cuộc thế chiến, điểm nổi bật trong việc phục vụ vào thời bình là tại vùng biển Caribbe, khi mà vào ngày 24 tháng 10 năm 1926, Milwaukee và Goff đã từ vịnh Guantanamo đi đến đảo Youth để hỗ trợ những nạn nhân của một cơn bão dữ dội vốn đã tàn phá hòn đảo bốn ngày trước đó. Các con tàu Mỹ đã thiết lập một trung tâm y tế tại tòa thị chính của Nueva Gerone, cung cấp cho khu vực bị tàn phá trên 50 tấn thực phẩm, thay thế các đường dây điện thoại đã bị bão quét sạch, và giúp duy trì liên lạc bằng vô tuyến với thế giới bên ngoài.
Hơn một thập niên sau đó, trong khi di chuyển về phía Bắc Hispaniola và Puerto Rico vào ngày 14 tháng 2 năm 1939, Milwaukee ghi nhận được độ sâu lớn nhất từng được ghi nhận tại Đại Tây Dương. Địa điểm với độ sâu 30.246 ft (9.219 m) này sau đó được đặt tên là khe Milwaukee.
Vào lúc này, sự hiện diện của Hoa Kỳ tại châu Á đang bị thách thức. Quân Nhật đã ném bom vào chiếc Panay trên sông Dương Tử gần Hàng Châu, Trung Quốc vào ngày 12 tháng 12 năm 1937, thăm dò quyết tâm ở lại Viễn Đông của Mỹ. Như một phần của hoạt động đáp trả lại thách thức này, Milwaukee lên đường từ San Diego vào ngày 3 tháng 1 năm 1938 trong một chuyến đi quanh khu vực Viễn Đông, đưa nó đến Hawaii, Samoa, Australia, Singapore, Philippines và Guam. Khi tình hình lắng dịu, nó quay trở về nhà vào ngày 27 tháng 4.

### Chiến tranh Thế giới thứ hai

#### Nam Đại Tây Dương
Dưới quyền chỉ huy của Đại tá Hải quân Forrest B. Royal, Milwaukee đang được đại tu tại Xưởng hải quân New York khi Nhật Bản tấn công Trân Châu Cảng ngày 7 tháng 12 năm 1941. Rời New York vào ngày 31 tháng 12, Milwaukee hộ tống một đoàn tàu vận tải đi đến vùng biển Caribbe, và đi đến Balboa, Panama vào ngày 31 tháng 1 năm 1942 và băng qua kênh đào Panama, rồi hộ tống tám tàu vận tải chuyển binh lính đến quần đảo Society. Quay trở lại Đại Tây Dương qua ngã kênh đào vào ngày 7 tháng 3, nó ghé qua Trinidad trên đường đi đến Recife, Brasil, nơi nó tham gia Lực lượng Tuần tra Nam Đại Tây Dương.
Trong vòng hai năm tiếp theo sau, Milwaukee tiến hành các chuyến tuần tra từ các cảng của Brazil, di chuyển từ bờ biển Guiana thuộc Pháp cho đến Rio de Janeiro và băng qua eo Đại Tây Dương đến tận gần bờ biển châu Phi. Ngày 19 tháng 5, đang khi di chuyển từ quần đảo Ascension về phía Brazil, nó nhận được tín hiệu cầu cứu SOS từ chiếc SS Commandante Lyra, và đã vội vã đi đến trợ giúp chiếc tàu buôn Brazil, vốn đã trúng phải ngư lôi phóng từ tàu ngầm Ý Barbarigo ngoài khơi bờ biển Brazil. Đi đến nơi gặp nạn trong buổi sáng hôm đó, Milwaukee tìm thấy Commandante Lyra đang bốc cháy phía trước và phía sau, nghiêng sang mạn trái và đã bị thủy thủ đoàn bỏ lại.
Tàu khu trục Moffett đã vớt 16 người sống sót, và Milwaukee cứu được thêm 25 người khác, kể cả thuyền trưởng con tàu. Tàu tuần dương Omaha và tàu khu trục McDougal nhanh chóng đi đến hiện trường. Trong khi Milwaukee quay về tiếp nhiên liệu tại Recife, nhóm giải cứu của Omaha đã sang chiếc tàu buôn Brazil ném bỏ hàng hóa cùng đạn dược xuống biển. Milwaukee nhanh chóng quay trở lại địa điểm, trợ giúp vào việc làm nhẹ bớt con tàu. Các đám cháy trên tàu được kiểm soát và Commandante Lyra được kéo về Fortaleza, Brazil, đến nơi vào ngày 24 tháng 5.
Milwaukee lên đường từ Recife vào ngày 8 tháng 11 cùng với tàu tuần dương Cincinnati và tàu khu trục Somers để săn tìm những tàu buôn Đức tìm cách vượt qua sự phong tỏa. Vào ngày 21 tháng 11, lực lượng đặc nhiệm bắt gặp một con tàu lạ vốn đã trả lời bằng chuỗi ký tự L-J-P-Y, vốn là tín hiệu quốc tế của chiếc tàu hàng Na Uy Sjhflbred; tuy nhiên, nó đã không thể trả lời tín hiệu nhận dạng mật của Đồng Minh. Hai chiếc tàu tuần dương đã cơ động để bảo vệ cho Somers trong khi nó truy đuổi theo con tàu lạ, vốn đã lẫn khuất vào một đám mưa giông nhỏ. Lúc 06 giờ 51 phút, khi Somers còn cách khoảng 4 nanômét (4,0×10−12 km), lửa và khói bốc lên từ con tàu lạ khi nó bắt đầu hạ các xuồng nhỏ. Vài phút sau, lần lượt ba tiếng nổ lớn làm tung cột khói lên trời cao nhiều chục mét và con tàu bắt đầu chìm đuôi xuống nước; rồi lá cờ Na Uy được hạ xuống thay bằng lá cờ chữ thập ngoặc của Đức Quốc xã trên cột buồm chính. Con tàu lạ hóa ra là tàu buôn Đức Annaliese Essenberger đang cố vượt qua sự phong tỏa. Con tàu Đức lật nghiêng qua mạn trái và chìm với đuôi tàu chìm trước. Milwaukee bắt giữ 62 tù binh chiến tranh trên bốn bè cứu sinh.
Sáng ngày 2 tháng 5 năm 1943, trong khi Milwaukee đang được sửa chữa tại Recife, thủy thủ đoàn của nó đã chứng tỏ sáng kiến và kỹ năng trong việc cứu hỏa khi trợ giúp vào việc dập tắt đám cháy trên chiếc tàu chở dầu SS Livingston Roe vốn đang đe dọa sự an toàn của cảng. Milwaukee tiếp tục các chuyến tuần tra Nam Đại Tây Dương cho đến ngày 8 tháng 2 năm 1944, khi nó rời Bahia, Brazil, quay về Xưởng hải quân New York. Nó lên đường từ New York vào ngày 27 tháng 2 trong thành phần hộ tống cho một đoàn tàu vận tải, đi đến Belfast, Bắc Ireland vào ngày 8 tháng 3.

#### Đoàn tàu vận tải Bắc Cực
Ngày 29 tháng 3 năm 1944, Milwaukee khởi hành từ Belfast cùng với đoàn tàu vận tải JW58 đi đến Murmansk thuộc Tây Bắc nước Nga. Một "bầy sói" tàu ngầm Đức tìm cách xâm nhập xuyên qua lực lượng hộ tống của đoàn tàu trong đêm 31 tháng 3 nhưng bị đẩy lui. Một tàu ngầm Đức, có thể là chiếc U-355 khởi hành từ Narvik, đã bị đánh chìm trong đêm 1 tháng 4. Ngày hôm sau, máy bay trinh sát địch dõi theo đoàn tàu vận tải đã bị máy bay tiêm kích cất cánh từ tàu sân bay HMS Activity bắn rơi. Đêm tiếp theo, bảy tàu ngầm Đức theo đuôi đoàn tàu vận tải, nhưng chúng bị đánh đuổi với một chiếc có khả năng bị đánh chìm, có thể là chiếc U-360 khởi hành từ Trondheim. Sáng ngày 3 tháng 4 năm 1944, máy bay từ tàu sân bay báo cáo đánh chìm một tàu ngầm Đức ở khoảng cách 10 dặm (16 km) về phía đuôi đoàn tàu, có khả năng là chiếc U-288 xuất phát từ Narvik.

#### Chuyển cho Hải quân Xô Viết
Ngày 4 tháng 4, bốn tàu hộ tống của Hải quân Liên Xô tham gia vào đoàn tàu vận tải giờ đây đang hướng đến Archangelsk. Vài giờ sau đó, Milwaukee tách khỏi đoàn tàu để hướng đến Murmansk và bán đảo Kola. Tại đây vào ngày 20 tháng 4, chiếc tàu tuần dương được chuyển cho Liên Xô mượn thay thế cho phần được chia sẻ của Xô Viết đối với các tàu chiến Ý đầu hàng. Nó hoạt động cùng với Hạm đội Bắc Hải quân Liên Xô dưới tên gọi Murmansk, và đã hoạt động tuần tra và hộ tống các đoàn tàu vận tải tại biển Bắc Cực cho đến hết thời gian còn lại của chiến tranh. Sau đó nó trở thành một tàu huấn luyện, và đã tham gia các cuộc cơ động tập trận vào năm 1948. Được chuyển trả trở lại Hoa Kỳ vào ngày 16 tháng 3 năm 1949, Milwaukee, chiếc đầu tiên trong số 15 tàu chiến Hoa Kỳ được Liên Xô hoàn trả, đi vào Xưởng hải quân Philadelphia vào ngày 18 tháng 3 năm 1949, và được bán cho hãng American Shipbreakers, Inc., Wilmington, Delaware vào ngày 10 tháng 12 năm 1949 để tháo dỡ.

## Phần thưởng
Milwaukee được tặng thưởng một Ngôi sao Chiến trận do thành tích phục vụ trong Thế Chiến II.
|  |             |             |
|  |             | Bronze star |
|  | Bronze star |             |

| Huân chương Viễn chinh Hải quân |                                                                              |                                                               |
| Huân chương Phục vụ Mexico      | Huân chương Chiến dịch Nicaragua thứ hai                                     | Huân chương Phục vụ Phòng vệ Hoa Kỳ với 1 Ngôi sao Chiến trận |
| Huân chương Chiến dịch Hoa Kỳ   | Huân chương Chiến dịch Châu Âu-Châu Phi-Trung Đông với 1 Ngôi sao Chiến trận | Huân chương Chiến thắng Thế Chiến II                          |